# بیدک (بجنورد)

بیدک، روستایی در دهستان بدرانلو بخش مرکزی شهرستان بجنورد استان خراسان شمالی ایران است و در ۶ کیلومتری مرکز استان قرار دارد.کسب‌وکار اکثر بیدکی‌ها دلالی و خرده‌فروشی می‌باشد.

## جمعیت
بر پایه سرشماری عمومی نفوس و مسکن در سال ۱۳۹۵ جمعیت این مکان ۳٬۴۸۲ نفر (۹۵۳خانوار) بوده‌است.
شغل اصلی اهالی دامداری و کشاورزی دیم می‌باشد.
زبان اصلی به زبان کردی و گویش کرمانجی است.